# Bartleby (film, 1970, Bastid)
Pour les articles homonymes, voir Bartleby (homonymie).
 (juillet 2025).
Pour plus de détails, voir Fiche technique et Distribution.
Bartleby est un court métrage français réalisé par Jean-Pierre Bastid, sorti en 1970.

## Synopsis
Le collaborateur d'un homme de loi est interné dans un hôpital psychiatrique à la suite d'un scandale. Quelque temps après, il y retrouve son employeur.

## Fiche technique
- Titre : Bartleby
- Réalisation : Jean-Pierre Bastid
- Scénario : Jean-Pierre Bastid, d'après la nouvelle Bartleby de Herman Melville[1]
- Photographie : François Migeat, Jean-Jacques Renon
- Montage : Denise Renon
- Scripte : Natalie Perrey
- Son : Bernard Ortion, Jean-Louis Ughetto
- Pays d'origine :  France
- Durée : 24 min
- Date de sortie : France, mai 1970

## Distribution
- Jean-Pierre Lajournade
- Gérard Guérin
- Jean-Patrick Manchette
- Jean-Louis van Belle
- François Porcile
- Willy Braque
- Olivier de Magny

## Distinctions
- Sélection à la Quinzaine des réalisateurs 1970[1]